# Barbara Rutz
Barbara Rutz (22 de julio de 1995) es una deportista polaca que compite en esgrima, especialista en la modalidad de espada.
Ganó una medalla de bronce en el Campeonato Mundial de Esgrima de 2017 y una medalla de plata en el Campeonato Europeo de Esgrima de 2018, ambas en la prueba por equipos.

## Palmarés internacional
| Campeonato Mundial | Campeonato Mundial | Campeonato Mundial | Campeonato Mundial |
| Año                | Lugar              | Medalla            | Prueba             |
| ------------------ | ------------------ | ------------------ | ------------------ |
| 2017               | Leipzig (Alemania) | Medalla de bronce  | Espada por equipos |
| Campeonato Europeo |                    |                    |                    |
| Año                | Lugar              | Medalla            | Prueba             |
| 2018               | Novi Sad (Serbia)  | Medalla de plata   | Espada por equipos |